# Olgyai Viktor
Olgyai Viktor (született: Matirko, Igló, 1870. november 1. – Salzburg, 1929. június 20.)  grafikus, festő, litográfus.

## Élete
Apja nyugalmazott járásbíró volt. Mire a fiú gimnáziumba került, a család Lőcsére költözött. Olgyai Viktor itt papi pályára szánta magát. A hatodik gimnáziumi osztály végeztével felvették a kassai szemináriumba. Jeles tanuló volt, ennek köszönhette, hogy 1888-ban – mint legjobban érettségizett diákot – Bécsbe küldték, a Pázmáneumba.
1890-ben elhagyta a Pázmáneumot s hazautazott Lőcsére. Ekkor kezdett komolyan foglalkozni a művészettel. A fenyvesekben tett kirándulásai során lélekemelő élményeket élt át, s ez döntő hatású lett egész művészi pályafutására. Első művei alkotásánál leginkább a tollat választotta eszközül. A ceruzával nem tudta elérni a kívánt mélységet és nyomatékot. A fénylő hófelület optikai hatását jobban megközelíti a fehér papírlap a tussal ellentétben.
1891 februárjában beiratkozott a Budapesti Egyetemre bölcsésznek. Irodalmi és nyelvészeti tanulmányait épp oly kitartással és lelkiismeretességgel végezte, mintha sohasem gondolt volna egyébre. Pedig nem mondott le terveiről. Felkereste vázlatkönyvével Tölgyessyt, ki látva az addig elért eredményeket, munkára buzdította. Összeköttetésbe lépett Margittayval is és időt szakított magának a művészet gyakorlására. Ellátogatott mind a két festő műtermébe. Ősszel bátyja támogatásával a bécsi művészeti akadémia növendéke lett. Rövid idő alatt bejutott az intézet akkori igazgatójának, Edward von Lichtenfelsnek tájfestőiskolájába, hol Zoff, Ameseder és Wilt társaságában dolgozott. Egyidejűleg szorgalmasan látogatta Unger William rézkarc-iskoláját. E kiváló grafikus az, kinek, a természet mellett, saját vallomása szerint, legtöbbet köszönhette. 1893-ban hagyja el Bécset, s a telet Bacskón tölti rokonainál. Tartózkodási helyének felcserélése változást jelent művészi tevékenységében is. A szabadban látott képek a festészethez vezetik.
Olgyai 1902-től kezdve, mint litográfus is működött. Kőrajzai többnyire színesek és erős dekoratív érzékről tanúskodók. Egyszerűek és finomak. Bizonyos gyöngédség jellemzi úgy lineáris, mint folthatásukat. Színekben és tónusokban egyaránt kis fokozatot tartalmaznak, de azért határozott ellentéteket mutatnak fel és mint analitiv munkák igen tanulságosak.
1902-ben irodalmi és művészeti folyóirat indult meg Besztercebányán, "Havi Szemle" címen, dr. Olgyai Bertalan és Zivuska Jenő szerkesztése alatt. A lap lelke Olgyai Viktor volt, aki ezáltal irodalmi téren is becsületet szerzett nevének.
1900-tól kezdve grafikai iskolája volt Münchenben.
1906-ban meghívást kapott az Országos Magyar Mintarajztanodába és Rajztanárképezdébe, a grafikai osztály vezetésére. Ez időtől kezdve a sokszorosító művészetek összes válfajait tanította. Hogy munkája teljes legyen, hozzáfogott a bajtársak egyesítéséhez is. Buzgalmának köszönhető a magyar grafikusok egyesületének 1908. november 23-án történt megalakulása, melyet nyomon követett a magyar akvarell- és pasztellfestők szövetkezése.
1929-ben emlékkiállítást rendeztek műveiből a Műcsarnokban. Számos művét őrzi a Magyar Nemzeti Galéria.
Fiai (Olgyay Aladár és Olgyay Viktor) építészek lettek. Unokája Karátson Gábor festőművész volt.

## Galéria

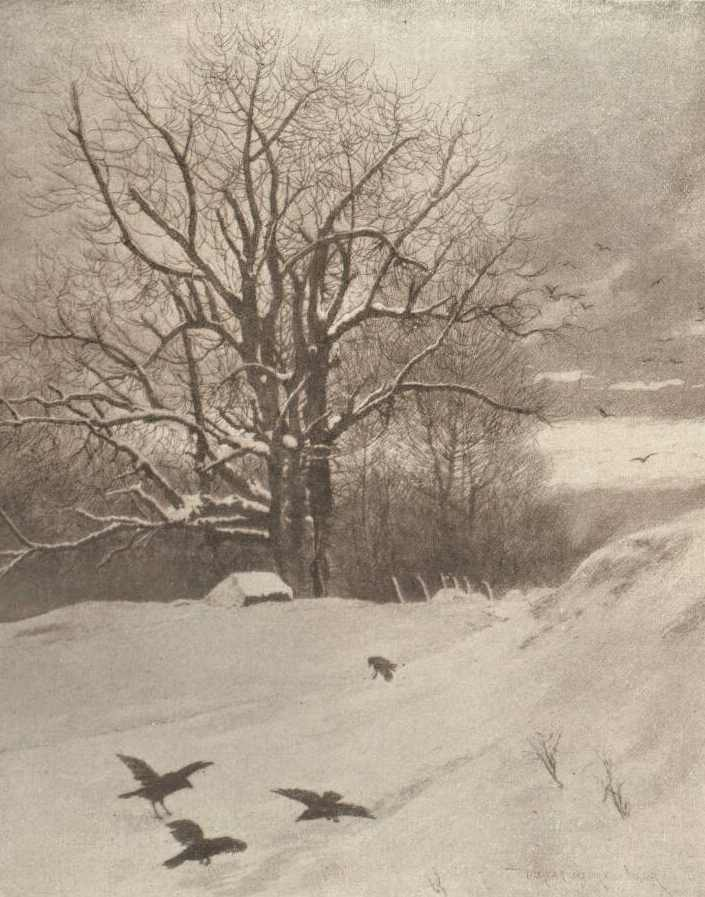
Hársfa (rézkarc)
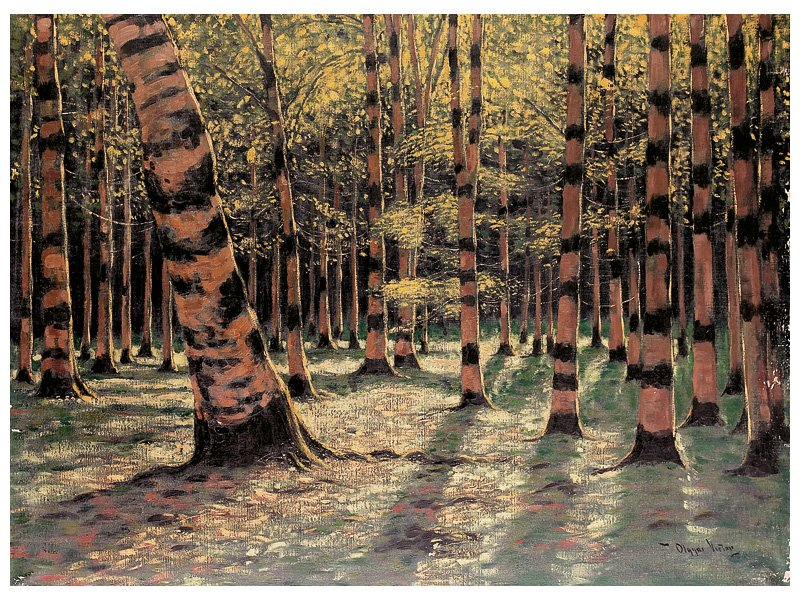
Erdőrészlet(Olaj, vászon)
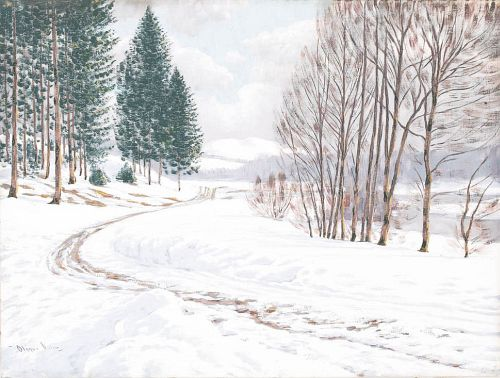
Téli táj(Olaj, vászon)
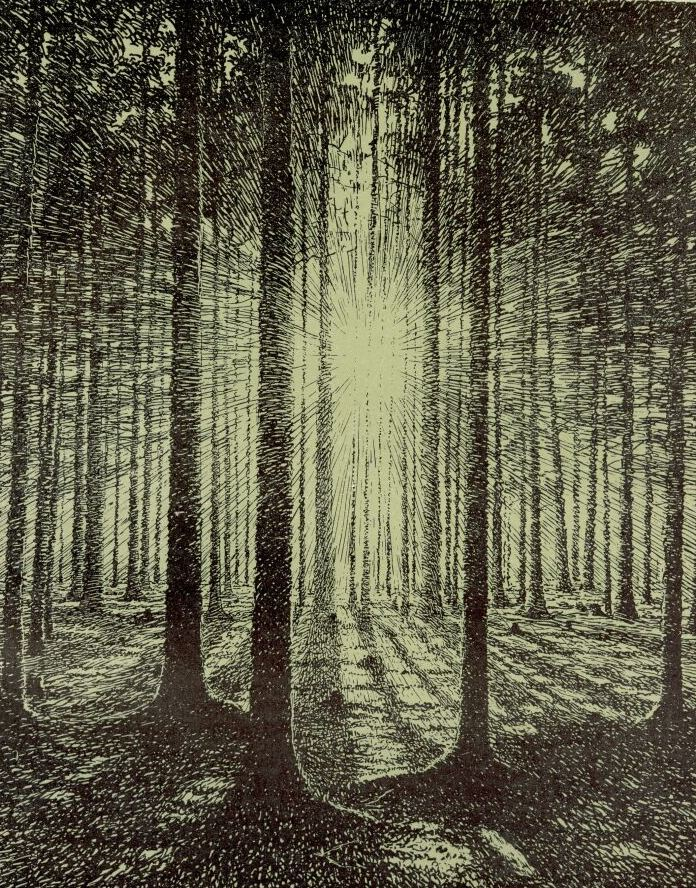
Napnyugta (rajz)

## Kitüntetések
- 1903: Esterházy-díj
- 1909: a Képzőművészeti Társulat díja
- 1912: Állami tájrajzdíj

## Főbb alkotásai
- Csöndes éj – rézkarc, 1892
- Tél a tóparton (Winter am See) – rézkarc, 1893
- Február – olaj, 1894
- Erdei lak – olaj, 1894
- Scholastica – olaj, 1895
- Centum tiliae – rézkarc, 1896
- Ciprusok útja – olaj, 1897
- Tél – rézkarc album, 10 lappal – 1897
- A malom – rézkarc, 1898
- A tölgy – rézkarc, 1899
- A ciprusok – rézkarc, 1899
- Reggel az erdőn – rézkarc, 1899
- Nyári est a Tátra alján – 1900
- Egy szép nap vége – 1901
- Reggel – 1901
- Patak mentén – 1903. Esterházy-díj
- Tél a kis városban – 1904
- Jeges patak – 1904
- Reggel az erdőn – 1905
- Mohos erdő – 1905
- Folyópart – 1906
- Erdő szőnyegén – 1906
- Út a sűrűbe – 1906
- Karácsonyfák – pasztell, 1906. Szépművészeti Múzeum
- Reggeli nap – 1906
- Felvidéki ház – 1906. Esterházy-díj. Szépművészeti Múzeum
- Nyárfák – 1906
- Folyó mentén – 1907
- Havas erdő – 1907
- Bükkösben – 1907
- A folyó (Hernád) – 1907
- Téli reggel – 1907
- Havas fenyők – 1907
- Nyári reggel Bacskón – 1908
- Hazatérés – 1908
- A patak jegén
- Részlet az erdőcskéből
- Égerfák
- Havas út – Szépművészeti Múzeum
- Garampart

## Külső hivatkozások
- Aba-Novák Vilmos: Néhai Olgyai Viktor arcképe
- Életrajz a Magyar Képzőművészeti Egyetem honlapján
- Rövid életrajz a MEK honlapján